# Stutteri Ask og Blue Hors
Stutteri Ask og Blue Hors er et dansk stutteri og ridesportscenter, der er lokaliseret på Hovedgården Scheelenborg på Hindsholm. Stutteriet er beskæftiget indenfor avl, opdræt, træning og salg af rideheste til spring og dressur. Virksomheden blev etableret i 2023, da Kjeld Kirk Kristiansen valgte at sammenlægge sine to stutterier, som var Stutteri Ask og Blue Hors. Både Stutteri Ask og Blue Hors er kendte for at have produceret nogle af verdens bedste ridesportsheste, der har været benyttet af ryttere som etc. Andreas Helgstrand og Daniel Bachmann Andersen.